# 朱炳德
朱炳德（：／ Joo Byung-duk，1936年11月5日—2020年5月22日），大韩民国警界出身的政治人物，曾任韓國警察大学校长、忠清北道知事。

## 生平
1936年生于忠清北道陰城。先后毕业于清州高等学校、檀國大學政治与外交系、首尔大学公共管理学院。1960年通过国家公务员考试，从事公安工作。1972年，任橫城警察署署长。1973年，任華川警察署署长。1975年，任大田西部警察署署长。1977年，任首尔西部警察署署长。1983年，任忠清南道警察局局长。1986年，任大韩民国内务部治安本部第4次长。1987年，任海洋警察队长。1988年，任警察大学校长。1989年，任監査院監査委员。1990年，任忠清北道知事。1995年至1998年，再次担任忠清北道知事。2020年5月22日上午9时30分逝世。